# Kuehneosauridae
Os kuehneosaurídeos (Kuehneosauridae) eram um grupo de pequenos diapsídeos semelhantes a lagartos que incluíam o Icarosaurus e o Kuehneosaurus. Estes se distinguem de outros diápsidos por suas 'asas', que na verdade eram extensões de pele sustentadas por suportes ósseos semelhantes a costelas.
Essas "asas" podem ter servido como ferramentas de deslizamento, mas os kuehneosaurídeos eram incapazes de voar autopropelidos. Provavelmente eram insetívoros, a julgar pelos dentes em forma de alfinete. O membro mais antigo conhecido é Pamelina.